# Seo Whi-min
Seo Whi-min (Seúl, 13 de marzo de 2002) es una patinadora de velocidad en pista corta de Corea del Sur que compitió en los Juegos Olímpicos de Invierno de Pekín de 2022.

## Carrera
Seo hizo su debut en la Copa del Mundo en la Copa del Mundo de Patinaje de Velocidad en Pista Corta ISU 2019-20 y terminó con 7 podios.
Representó a Corea del Sur en los Juegos Olímpicos de Invierno de la Juventud de 2020, en Suiza, y ganó una medalla de oro en las pruebas de 500 metros y 1000 metros . También ganó una medalla de bronce en el relevo por equipos mixtos.
Representó a Corea del Sur en los Juegos Olímpicos de Invierno de 2022, en China, en el relevo de 3000 metros y ganó una medalla de plata.